# Дёмин, Иван Егорович
Иван Егорович Дёмин (3 февраля 1924 — 30 января 1995) — участник Великой Отечественной войны, полный кавалер ордена Славы.

## Биография
Родился 3 февраля 1924 в деревне Котляково (ныне — Трубчевского района Брянской области) в крестьянской семье.
После окончания 7 классов школы (1940), работал заведующим местной библиотекой.
В 1941 году оставался на оккупированной территории. Однако уже в мае 1942 года вступил в партизанский отряд имени Дмитрия Донского. 14 февраля 1944 возле деревни Петровичи (Жлобинский район, Гомельская область, Белорусская ССР), находясь в разведрейде со своим отрядом, вступил в бой с врагом. В этом бою лично уничтожил 5 вражеских солдат. 13 марта 1944 награждён орденом Славы 3-й степени.
22 мая 1944 захватил «языка». 30 мая 1944 попал в окружение вместе со своим отрядом, однако сумел выйти из окружения и захватить документы убитых врагов. В ночь на 4 июня 1944 переправился через реку Турья и захватил «языка». 12 июня 1944 награждён орденом Отечественной войны 2-й степени.
В ночь на 11 июня 1944 возле населённого пункта Турийск (Волынская область), уничтожил более 10 немецких солдат и захватил в плен обер-ефрейтора. 23 июня 1944 награждён орденом Славы 2-й степени. В ночь на 25 июня 1944 возле села Мировичи (Волынская область), уничтожил 2 немецких солдат и взял одного в плен. За эти бои был награждён орденом Славы 1-й степени.
Демобилизовался в октябре 1945 года. Переехал на о. Сахалин,  поселок Шебунино Невельского района Сахалинской области, работал на шахте в пожарной части.
Умер 30 января 1995 года. Похоронен на поселковом кладбище Шебунино Невельского района Сахалинской области.

## Награды
- Орден Красного Знамени (10 августа 1944)[1]
- Орден Славы I степени (24 марта 1945; № 1837)[2]
- Орден Славы II степени (23 июня 1944; № 251)[3]
- Орден Славы III степени (13 февраля 1944; № 6369)
- Орден Отечественной войны I степени (11 марта 1985)[4]
- Орден Отечественной войны II степени (12 июня 1944)[5]
- Орден Красной Звезды (11 августа 1944)[6]
- Медаль «Партизану Отечественной войны» II степени
- Медали